# Vieux-Condé
Vieux-Condé è un comune francese di 10 629 abitanti situato nel dipartimento del Nord nella regione dell'Alta Francia.

## Società

### Evoluzione demografica
Abitanti censiti